# Howie Morenz
Howard William Morenz, detto Howie (Mitchell, 21 settembre 1902 – Montréal, 8 marzo 1937), è stato un hockeista su ghiaccio canadese.

## Biografia
Ha iniziato la propria carriera nel 1919 con i Stratford Midgets. Ha giocato in NHL per numerose stagioni con Montreal Canadiens (1923-1934, 1936/37), Chicago Black Hawks (1934-1936) e New York Rangers (1935/36).
Nel gennaio 1937, dopo un incidente di gioco, si è infortunato ad una gamba. Non si è più ripreso dall'infortunio, che anzi si è aggravato causando un'embolia che ha portato alla morte di Morenz nel marzo seguente.
Nel 1945, con l'istituzione della Hockey Hall of Fame, è stato uno dei primi hockeisti ad essere inserito nella lista.